# Othreis felicia
Othreis felicia är en fjärilsart som beskrevs av Stoll 1790. Othreis felicia ingår i släktet Othreis och familjen nattflyn. Inga underarter finns listade i Catalogue of Life.